# Federal Reporter

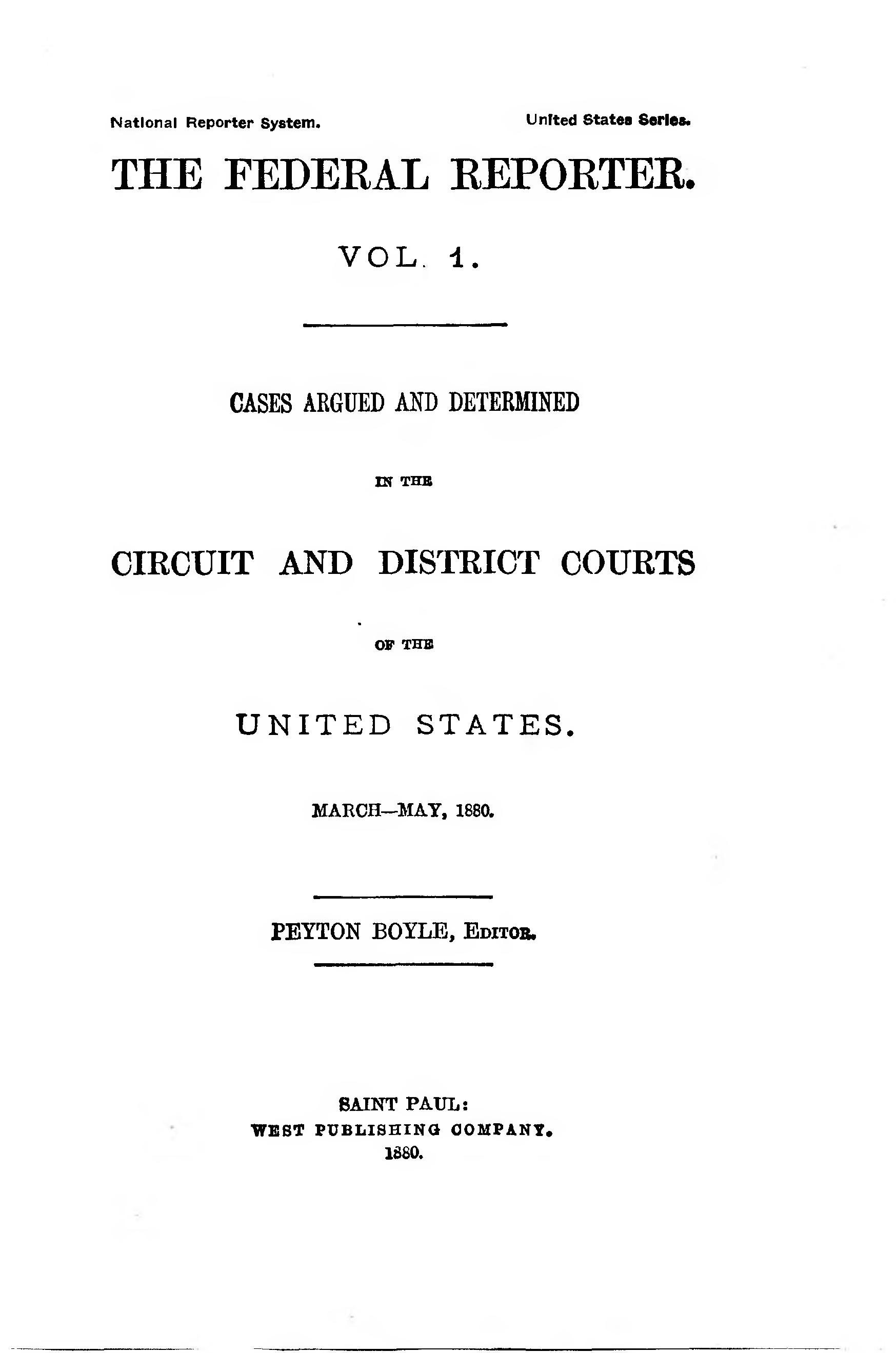
Voorblad van het eerste deel van de eerste reeks van de Federal Reporter.

De Federal Reporter is een justitiële boekenreeks die verslag doet van Amerikaanse jurisprudentie ("case law reporter"). In andere woorden, deze boekenreeks doet verslag van eerder gedane rechterlijke beslissingen in het Amerikaanse rechtssysteem, die als precedent ("case law") gebruikt kunnen worden in latere rechtszaken. De boekenreeks wordt uitgegeven door West Publishing en maakt onderdeel uit van het National Reporter System, een verzameling law reporters die gebruikt worden in Amerikaanse rechtbanken. De oudste rechterlijke beslissingen waarvan de Federal Reporter verslag doet, gaan terug tot 1880. Rechtszaken van vóór 1880 zijn met terugwerkende kracht verzameld in Federal Cases, een case law reporter die eveneens door West Publishing wordt uitgegeven.
West Publishing is een commerciële onderneming die geen wettelijk geregeld monopolie heeft over het verslaan van rechterlijke beslissingen, maar desondanks wordt van hun boekenreeksen in het Amerikaanse rechtssysteem zo wijd en zijd gebruikgemaakt dat Amerikaanse juristen enkel en alleen naar de Federal Reporter verwijzen als zij een eerder gedane rechterlijke beslissing citeren.
De Federal Reporter is georganiseerd in reeksen. Rechterlijke beslissingen die vandaag de dag worden genomen worden, worden opgenomen in de derde reeks. Deze derde reeks verzamelt beslissingen genomen in Amerikaanse hooggerechtshoven en de United States Court of Federal Claims. De voorgaande twee reeksen behandelden ook beslissingen genomen in andere federale rechtbanken. Er wordt geschat dat men tegen 2025 aan een vierde reeks toe is.

## Kenmerken
De Federal Reporter rangschikt rechterlijke beslissingen in elk deel naar de datum waarop de beslissing is genomen. Voor elke beslissing is de volledige officiële tekst opgenomen. Elke beslissing wordt voorafgegaan door een korte toelichting, die de belangrijkste justitiële aspecten van de beslissing samenvatten. Ook heeft elke beslissing zogeheten "Key Numbers" toegewezen gekregen, die verwijzen naar de West American Digest System, een systeem dat gebruikt wordt om Amerikaanse rechtszaken en de bijbehorende rechterlijke beslissingen naar onderwerp in te delen.
Slechts de rechterlijke beslissingen die aangemerkt zijn als "ter publicatie" worden opgenomen in de Federal Reporter. Deze rechterlijke beslissingen zijn de enige die als precedent gebruikt kunnen worden in latere rechtszaken, en de enige voor welke het is toegestaan om ze in een gerechtelijk stuk te citeren.

## Reeksen

### Federal Reporter
| Citeerstijl: F. |
| Data van uitgifte: 1880–1924 |
| Delen: 300 |
| Rechtbanken waarvan de beslissingen opgenomen zijn: - United States Commerce Court (1911–1913, tegenwoordig afgeschaft) - Hooggerechtshof van het District of Columbia (opgericht in 1893) - Court of Claims - Amerikaanse circuit courts (afgeschaft in 1912) - Amerikaanse hooggerechtshoven (opgericht in 1891) - Amerikaanse districtsrechtbanken |

### Federal Reporter, Second Series
| Citeerstijl: F.2d |
| Data van uitgifte: 1924–1993 |
| Delen: 999 |
| Rechtbanken waarvan de beslissingen opgenomen zijn: - Hooggerechtshof van het District of Columbia (tot 1932) - Court of Claims (afgeschaft in 1982) - United States Claims Court (opgericht in 1982) - United States Court of Customs and Patent Appeals (1929–1982) - Amerikaanse hooggerechtshoven - Amerikaanse districtsrechtbanken (tot 1932) - United States Emergency Court of Appeals (1942–1961) |
| Beslissingen - Lijst van beslissingen in de Federal Reporter, Second Series, op de Engelstalige Wikisource |

### Federal Reporter, Third Series
| Citeerstijl: F.3d |
| Data van uitgifte: 1993–heden                                                                                                 |
| Delen: 600+ |
| Rechtbanken waarvan de beslissingen opgenomen zijn: - United States Court of Federal Claims - United States courts of appeals |
| Beslissingen - Lijst van beslissingen in de Federal Reporter, Third Series, op de Engelstalige Wikisource                     |